# Derek Chauvin
Derek Chauvin, född 19 mars 1976 i Oakdale, Minnesota, är en amerikansk före detta polisman, dömd för att ha mördat George Floyd i Minneapolis den 25 maj 2020.
Hans rättegång började den 8 mars 2021 och avslutades den 20 april 2021. Juryn fann honom skyldig enligt alla tre åtalspunkterna.
Den 25 juni 2021 dömdes Chauvin till fängelse i 22 och ett halvt år.

## Biografi
Derek Chauvin tjänstgjorde i United States Army Reserve från 1996 till 2004. År 2001 anställdes han av Minneapolis Police Department. Fem år senare avlade han bachelorexamen vid Metropolitan State University i Minneapolis-Saint Paul.

### George Floyds död
I samband med ett gripande i Minneapolis den 25 maj 2020 omkring klockan 20.20 lokal tid placerade Chauvin sitt knä mot den liggande och handfängslade George Floyds hals, medan denne skrek "I can't breathe". Chauvin hade sitt knä på Floyds hals i 8 minuter och 46 sekunder. De sista två minuterna var Floyd icke kontaktbar och saknade puls. Floyd dödförklarades klockan 21.25 på Hennepin County Medical Center. Dagen därpå blev Chauvin sparkad från Minneapolis Police Department. 
Chauvin greps den 29 maj 2020 och åtalades för dråp; han släpptes mot borgen den 7 oktober 2020.
Rättegången mot Chauvin – formellt benämnd State vs. Derek Chauvin – inleddes den 8 mars 2021.
Den 20 april 2021 fälldes Derek Chauvin på samtliga tre åtalspunkter. Den 25 juni 2021 dömdes Chauvin till 22,5 års fängelse.
Chauvin sitter i isoleringscell i Oak Park Heights high security prison, beläget mellan Stillwater och Bayport i sydöstra Minnesota.
Den 24 november 2023 blev Derek Chauvin knivhuggen av en medfånge i Federal Correctional Institution i Tucson dit han förflyttats.